# Os Anos JK - Uma Trajetória Política
Os Anos JK - Uma trajetória política é um filme documentário brasileiro de 1980, dirigido por Silvio Tendler.
O filme é narrado pelo ator Othon Bastos e contou com a participação de alguns políticos, entre eles Tancredo Neves, Renato Archer, Magalhães Pinto e Henrique Teixeira Lott.

## Sinopse
O filme conta a trajetória do presidente brasileiro Juscelino Kubitschek, desde sua estreia como político, passando pela construção de Brasília e indo até a perda dos direitos políticos.

## Prêmios
Festival de Gramado 1980
- Prêmio Especial do Júri e Melhor Montagem[2]

Troféu APCA 1981
- Melhor Montagem[2]

Outros prêmios
- Troféu Margarida de Prata - CNBB (1980)[2]
- Prêmio São Saruê – FCCRJ (1981)
- Prêmio de Qualidade – Concine (1980)

## Bilheteria
O filme foi a terceira maior bilheteria da história para um documentário brasileiro, com 800 mil espectadores. O primeiro e o segundo filmes da lista de maiores bilheterias em documentários também são de Silvio Tendler: O Mundo Mágico dos Trapalhões, com um milhão e 800 mil espectadores, e Jango, com um milhão de espectadores.